# Orla Borch
Orla Valdemar Borch, född 25 maj 1891 i Köpenhamn, död 19 december 1969 i Köpenhamn, var en dansk målare.
Orla Borch var son till målaren Valdemar Carl Borch och Dagmar Prægel. Han utbildade sig på Teknisk Skole i Köpenhamn och privat för landskabsmålaren Hans Christian Koefoed.
Han var medlem av Den frie Udstilling. Han skissade brett och mustigt med ett borstigt penseldrag som skapar expressiva uttryck. Vinterlandskap från skogstrakter med svarta toner mot snö samt vagabondbilder med dyster humor är typiska för honom. Borch verkade även som konstkritiker, bland annat i B.T.
Han var i sitt första äktenskap gift sedan 1915 med skulptören Ragnhild Ekelund Jensen (1892–1960) och i andra äktenskapet med Inga Thyge Lange (1904–1979).